# Aphengium sordidum
Aphengium sordidum là một loài bọ cánh cứng trong họ Bọ hung (Scarabaeidae).